# 弗林登山
46°28′36.58″N 7°45′26.84″E / 46.4768278°N 7.7574556°E

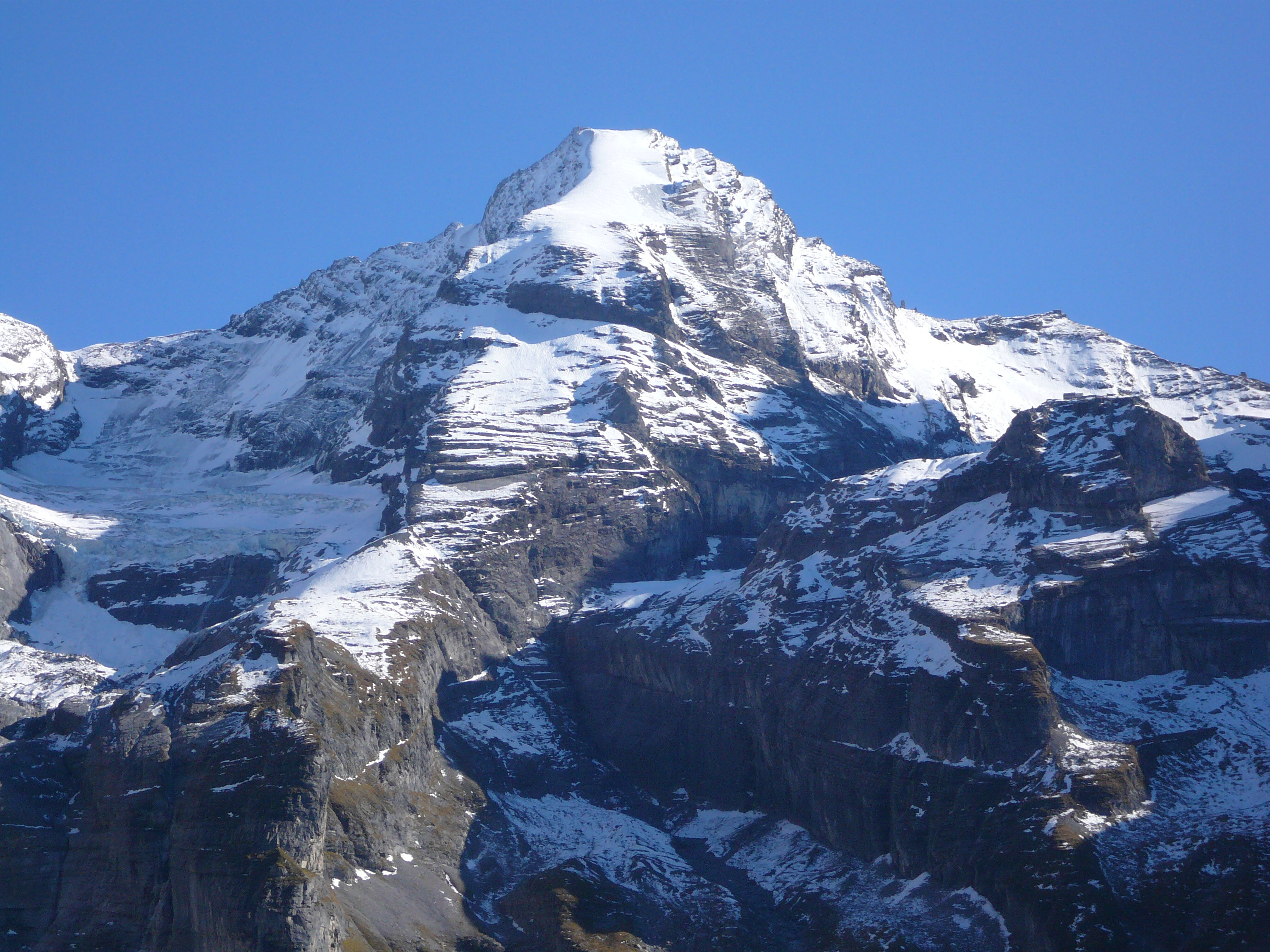

弗林登山（Fründenhorn），是瑞士的山峰，位於該國中西部，由伯恩州負責管轄，屬於伯爾尼山的一部分，距離厄希嫩山0.92公里，海拔高度3,369米，人類首次在1871年7月8日首次登頂。